# Jeanne de Belcier
Jeanne de Belcier, également connue sous le nom de sœur Jeanne des Anges, née le 2 février 1602 à Cozes, et morte le 29 janvier 1665 à Loudun, est une religieuse ursuline française. Elle est restée célèbre pour avoir été, en 1632, la protagoniste de l'affaire des possédées de Loudun, qui conduisit, en 1634, à la mort sur le bûcher du prêtre Urbain Grandier, après un procès en sorcellerie instruit à la demande du cardinal de Richelieu.

## Biographie
Jeanne de Belcier est issue d'une famille de la petite noblesse de Saintonge, fille de Louis de Belcier, baron de Cozes, et de Charlotte Goumard, qu'il avait épousée le 27 juin 1590, ses parents ayant une famille nombreuse de 19 enfants. La grand-mère de Louis de Belcier est la fille d'Olivier de Coëtivy et de Marie de Valois (1444-1473), fille naturelle du roi Charles VII, roi de France, et d'Agnès Sorel.

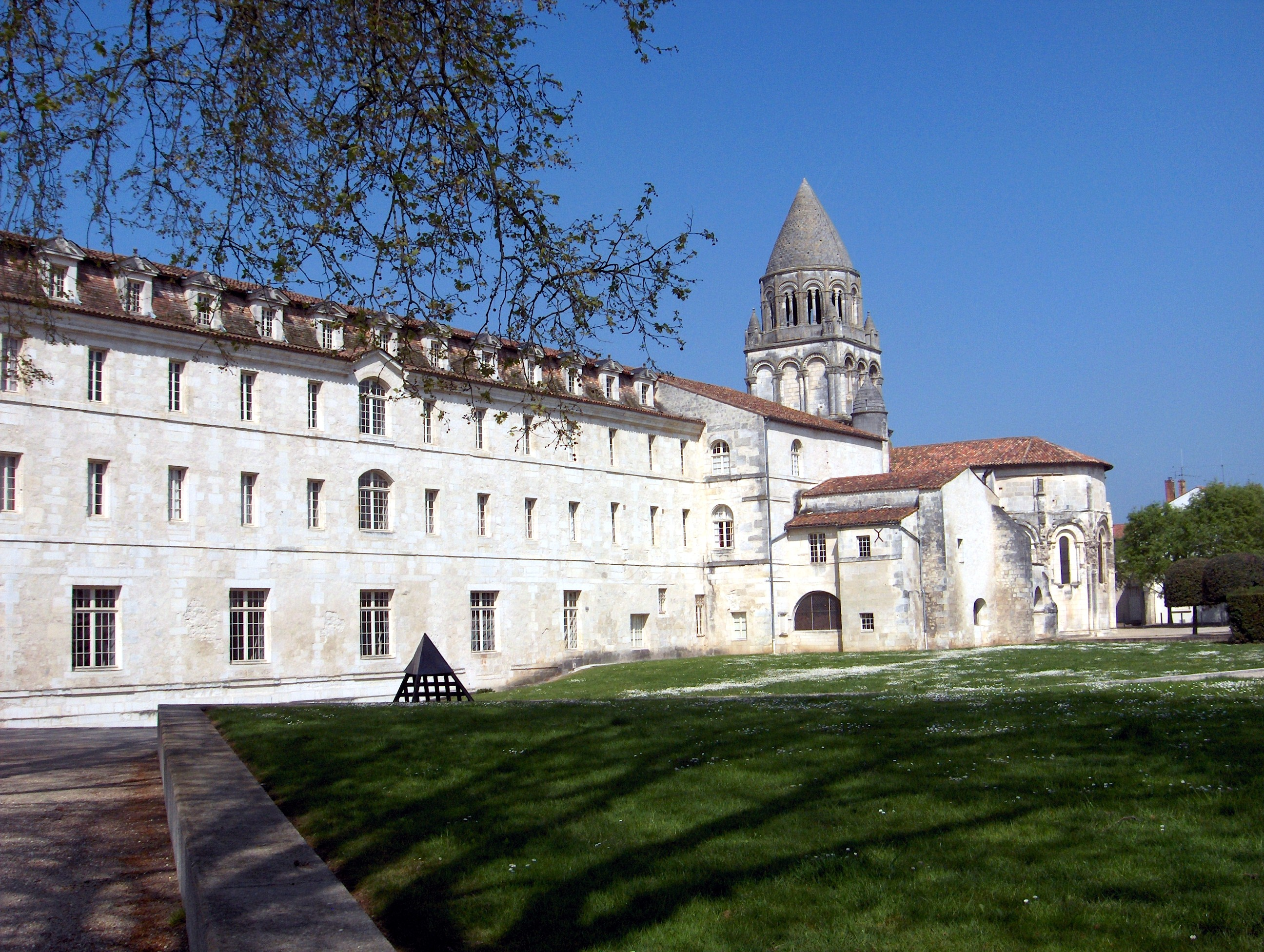
L'abbaye royale Notre-Dame de Saintes, où Jeanne de Belcier passe son enfance.

Durant sa jeunesse, elle a un accident entrainant une difformité à vie de sa stature (elle se disloque l'épaule et se fait une contorsion aux reins). Sa mère, qui a honte de ce handicap, prend l'habitude de la dissimuler sous un voile[réf. nécessaire]. À l'âge de cinq ans, elle est envoyée auprès d'une de ses tantes maternelles, bénédictine à l'abbaye royale de Saintes, qui lui prodigue une instruction élémentaire et lui enseigne le latin. À la mort de cette tante en 1611, Jeanne se voit soumise à la rigueur de la vie monastique, mais ne supporte pas l'austérité de la règle de saint Benoît : elle rejoint alors la maison familiale où elle reste jusqu'à l'âge de 20 ans. Malgré la déception de sa première expérience, sa vocation religieuse s'affirme auprès de ses parents et, en 1622, elle entame son noviciat au couvent des Ursulines de Poitiers, soumises à la règle de saint Augustin. Elle prononce ses vœux un an plus tard, prenant le nom religieux de Jeanne des Anges.  Elle peine à respecter la règle de son ordre. Elle écrit elle-même dans son autobiographie : « J'ai donc passé ces trois années en grand libertinage, en sorte que je n'avais aucune application à la présence de Dieu. Il n'y avait point de temps que je trouvasse si long que celui que la Règle nous oblige de passer à l'oraison ».
Lorsqu'en 1627, un nouveau couvent d'Ursulines est créé à Loudun, Jeanne de Belcier fait partie du groupe des fondatrices de l'établissement, dont elle est par la suite nommée prieure. C'est alors que commencent à se produire, chez elle, et chez les autres religieuses, divers symptômes spectaculaires, notamment des crises convulsives et des fabulations à thèmes érotiques, interprétés comme manifestations de possessions démoniaques, et donnant lieu à des exorcismes.

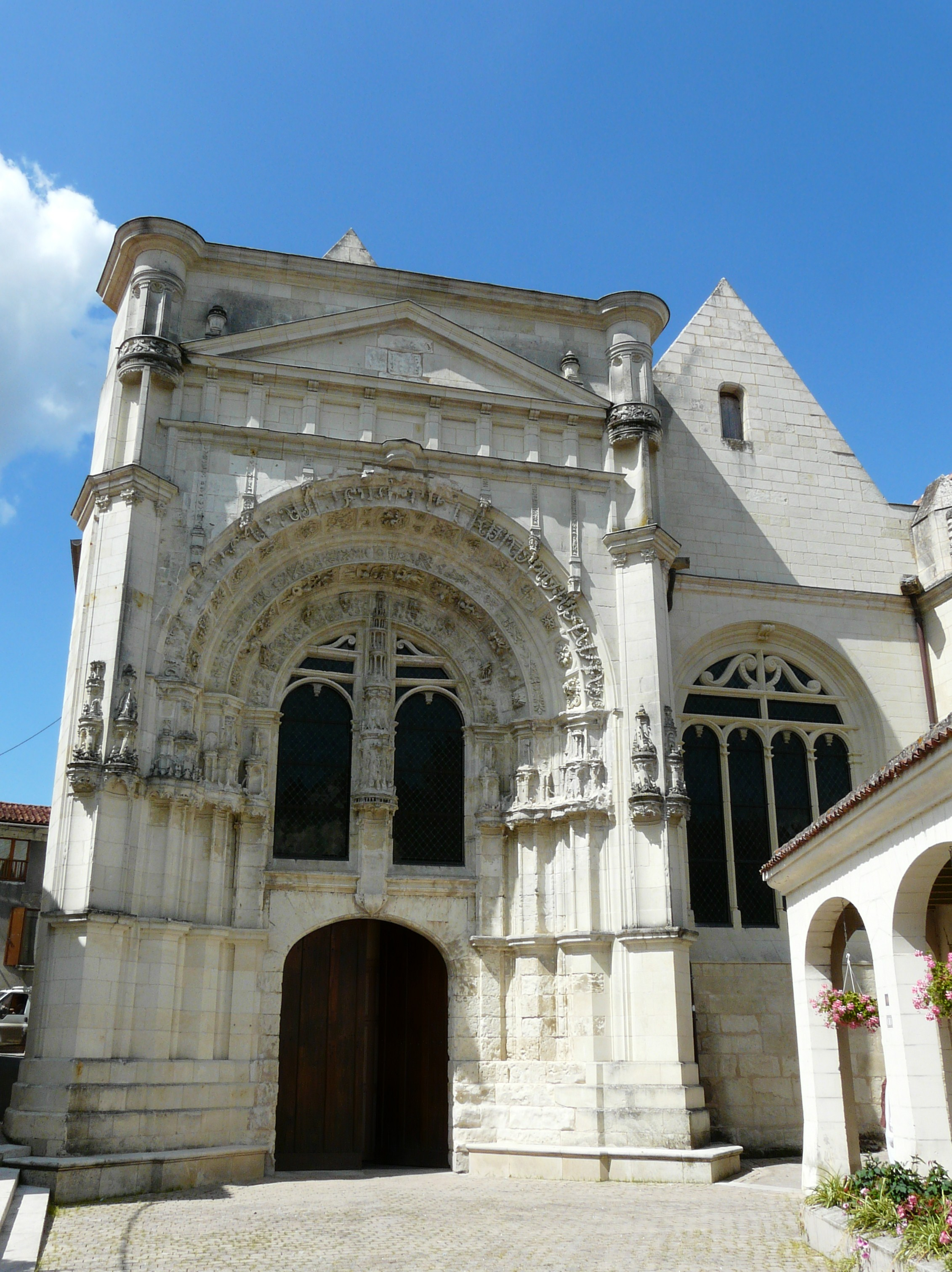
Le portail de l'église Saint-Pierre du Marché de Loudun, dont Urbain Grandier fut le curé.

Alors qu'elle ne l'a jamais rencontré, Jeanne des Anges accuse Urbain Grandier, le nouveau curé de la paroisse de Saint-Pierre du Marché, d'être un magicien, d'avoir tenté de la séduire, et d'être responsable de la possession des religieuses du couvent, qui se disent être l'objet de sensations d'attouchements sexuels, d'obscénités et d'attitudes lascives du curé. Esprit rebelle et caustique, le curé Grandier a la réputation d'être un séducteur et possède de nombreux ennemis, notamment le chanoine Mignon, directeur spirituel de Jeanne et neveu du procureur du roi et le conseiller d'État Jean Martin de Laubardemont, lui-même apparenté à la famille de Jeanne. Ceux-ci saisissent l'occasion pour intenter à Grandier un procès en sorcellerie. Acquitté une première fois par un tribunal ecclésiastique, Grandier, dont le cardinal de Richelieu a décidé la perte, est condamné au bûcher, malgré la rétractation des accusations des sœurs, et exécuté le 18 août 1634 après avoir été soumis à des traitements cruels.
Après la mort de Grandier, les signes de « possession » ne cessent pas pour autant chez la supérieure des Ursulines. Elle se dit possédée par sept démons, tous associés à un péché capital. Le 20 mai 1634, lors d’un exorcisme, le père Lactance annonce qu’il a fait sortir trois démons – Asmodée, Grésil et Aman – du corps de Jeanne des Anges. Plusieurs personnes crient à l’imposture.

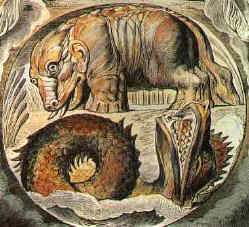
Représentation des démons Béhémoth et Léviathan, par William Blake.

En décembre 1634, un Jésuite, le père Jean-Joseph Surin, se voit confier la charge de directeur spirituel, confesseur et exorciste de la mère Jeanne des Anges. Pour combattre les effets de la « possession », ce prêtre adopte avec elle une méthode fondée sur l'introspection qui se rapproche de celles de certaines psychothérapies modernes, et qui finit par porter quelques fruits.
Début 1635, Jeanne des Anges présente tous les signes d’une grossesse, ce qu’atteste un éminent docteur. C’est inacceptable pour son entourage, le coupable est désigné, c’est le démon Isacaaron qui, sous les exorcismes, avoue que c’est une fausse grossesse et qu’il a lui-même envoyé les signes trompeurs. Pour preuve, « Jeanne des Anges expulsa par son vagin les amas de sang que le Diable y avait déposé » .
Les méthodes du père Surin, plus porté sur la discussion et la prière que sur l’exorcisme, sont de plus en plus contestées. Le 30 octobre 1635, il reçoit l’ordre de quitter Loudun. Ses supérieurs lui laissent huit jours pour expulser les quatre démons restants. Il obtient un délai supplémentaire après avoir expulsé, par exorcisme, le démon Léviathan le 5 novembre. Le 29 novembre, le démon Balam est expulsé avec pour preuve de sa sortie l’impression en lettres écarlates du nom de « Ioseph » sur le dos de la main gauche de Jeanne des Anges. C’est son premier stigmate. À la sortie du démon Isacaaron, lors de l’exorcisme du 6 juin 1637, le nom de « Maria » s’inscrit sur sa main gauche au-dessus de celui de Joseph. Le dernier démon, Béhémoth, résiste. De plus en plus critiqué, le père Surin doit quitter Loudun en octobre 1636. Le père Vessel reprend les exorcismes.

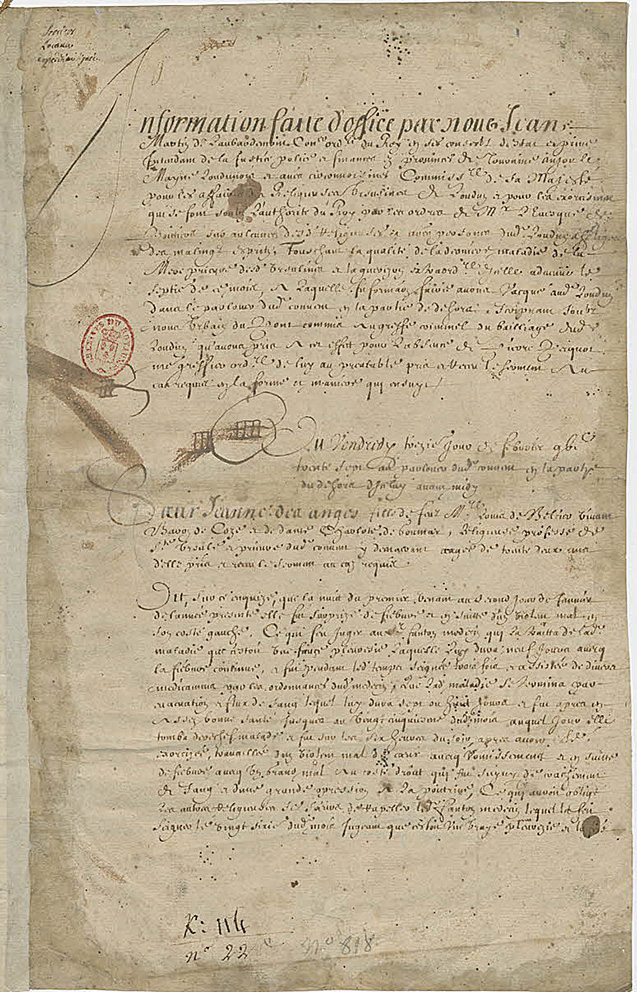
Transcription de l'interrogatoire de sœur Jeanne des Anges (exorcisme), Loudun, 13-14 février 1637 - Archives nationales (France).

À deux reprises, en février 1637, puis en décembre 1639, elle est miraculeusement guérie, après avoir fait l'expérience d'une apparition de saint Joseph, qui laisse sur sa chemise des gouttes d'huile sainte parfumées : c'est ce qu'elle appelle l'« onction de saint Joseph ». Lors d’un exorcisme, le dernier démon, Béhémoth, exige, en s’exprimant par la bouche de sœur Jeanne des Anges, d’être expulsé par le père Surin devant le tombeau de François de Sales à Annecy. Le voyage à Annecy, au résultat incertain, est refusé. On parlemente longuement avec le démon, toujours par l’intermédiaire de sœur Jeanne des Anges. Au bout de la négociation, il accepte d’être expulsé du corps de la religieuse à Loudun, par le père Surin, à la condition qu’après sa sortie le père Surin et Jeanne des Anges fassent un pèlerinage à Annecy. Le 15 octobre 1637, par simple présentation de l’hostie à Jeanne des Anges, le père Surin expulse Béhémoth qui inscrit, pour preuve de sa sortie, les noms de « Iesus » et « F.D.Salles » sur la main de la religieuse. Elle accomplit par conséquent le pèlerinage à Annecy, en passant par Meaux, Paris et Lyon. Dans le même temps, la réputation de sœur Jeanne s'accroît, car la chemise portant l'« onction de saint Joseph » opère, dit-on, des guérisons miraculeuses. À Meaux, Jeanne est présentée au cardinal de Richelieu, et à Paris, à la reine Anne d'Autriche et au roi Louis XIII : par la suite, la protection royale fera la prospérité du couvent des Ursulines de Loudun, tant que Jeanne en sera la supérieure.
Après le pèlerinage d'Annecy de l'année 1638, les phénomènes de possession disparaissent chez Jeanne, mais le père Surin sombre dans une grave dépression qui lui fait cesser toute activité durant près de vingt ans. À Loudun, la mère supérieure, « en communication avec le ciel grâce à son ange gardien », multiplie les prophéties et conseils. En 1642, à la demande de la supérieure générale des Ursulines de Bordeaux, Jeanne de Belcier rédige la relation des événements vécus par elle entre 1633 et 1642 : ce manuscrit sera plus tard abondamment analysé et commenté comme son « autobiographie ». En 1643, le père Jean-Joseph Surin est remplacé par le père Jean-Baptiste Saint-Jure (1588-1657), un autre Jésuite, comme accompagnateur spirituel auprès de Jeanne des Anges ; celle-ci échange avec lui une volumineuse correspondance.
À partir de 1658, le père Surin reprend une correspondance régulière avec Jeanne des Anges. Les lettres se firent de plus en plus fréquentes jusqu’à une lettre tous les trois ou quatre jours. Toujours obsédée par l’idée de devenir sainte, Jeanne des Anges se rapproche, en 1653, de Mme du Houx, une religieuse très influente. Elle compte sur son réseau pour faire avancer son dossier de béatification.
Les stigmates périodiques persistent chez Jeanne jusqu'en 1661, année au cours de laquelle elle est victime d'une attaque qui la laisse hémiplégique du côté droit, et aphasique. Jeanne de Belcier meurt quatre ans plus tard, à l'âge de 62 ans, de complications infectieuses respiratoires.
« Selon une coutume de l’époque, son cadavre fut décapité et sa tête fut placée avec la chemise miraculeuse dans un coffret vitré pour qu’on puisse les honorer. Les reliques disparurent avec la révolution. »

## Iconographie
Il est fait mention de deux portraits de Jeanne des Anges. Le premier fut exécuté à Paris en 1638. Le second fut peint, en deux exemplaires, à Loudun, en 1654. La photographie de l'un de ces trois tableaux serait conservée au musée Charbonneau-Lassay de Loudun. Par ailleurs, une gravure représentant Jeanne des Anges et sa main stigmatisée a été publiée en 1637 et reproduite par Michel de Certeau dans sa Correspondance de J.-J. Surin, p. 417.

## Adaptations cinématographiques
- La vie de Jeanne de Belcier a inspiré le cinéaste polonais Jerzy Kawalerowicz d'après le récit de Jarosław Iwaszkiewicz. Son film homonyme, Mère Jeanne des anges (Matka Joanna od aniołów), sorti en 1961, a obtenu la même année le Prix du Jury du festival de Cannes. Le personnage éponyme est interprété par l'actrice Lucyna Winnicka.
- Le rôle de Jeanne de Belcier est interprété par Vanessa Redgrave dans « Les Diables », un film de 1971 réalisé par Ken Russell, lui-même adapté du livre éponyme d'Huxley[11].